# Saint-Sever-de-Saintonge
Saint-Sever-de-Saintonge är en kommun i departementet Charente-Maritime i regionen Nouvelle-Aquitaine i västra Frankrike. Kommunen ligger  i kantonen Pons som ligger i arrondissementet Saintes. År 2022 hade Saint-Sever-de-Saintonge 648 invånare.

## Befolkningsutveckling
Antalet invånare i kommunen Saint-Sever-de-Saintonge
Referens:INSEE